# Біляна Беличанець-Алексик
Біляна Беличанець-Алексик (нар. 25 липня 1973, Скоп'є, СФР Югославія — пом. 6 квітня 2019, Скоп'є, Північна Македонія) — македонська актриса театру, телебачення і кіно. У період з 2013 по 2017 роки вона обіймала посаду міського голови муніципалітету Кисела Вода.

## Життєпис
Біляна Беличанець-Алексик народилася 25 липня 1973 року в Скоп'є. Вона — дочка відомого телеведучого Саймона Беличанця. У 1994 році закінчила факультет драматичного мистецтва університету св. Кирила і Мефодія в Скоп'є за спеціальністю актриса. Того ж року вона почала працювати у Національному театрі " Войдан Чорнодринський " у Прилепі, де вона, головним чином, грає провідні ролі, за які згодом отримує нагороди та визнання. У 1997 році вона працювала в Драматичному театрі — Скоп'є.
Біляна Беличанець-Алексик виконувала численні провідні та допоміжні ролі у багатьох театральних проектах у Драматичному театрі та інших установах та проектах. У 2012 році вона отримала премію Мати Тереза.
6 квітня 2019 року її знайшли мертвою в квартирі в Скоп'є. За даними поліції, це було самогубство.